# لشکر ۲ (آفریقا)
لشکر ۲ آفریقا (انگلیسی: 2nd) لشکر پیاده‌نظام نیروی زمینی بریتانیا بود، که در سال ۱۹۴۰ تأسیس شد و در سال ۱۹۴۳ منحل گردید. این لشکر در خلال جنگ جهانی دوم در کشورهای شرق آفریقا و کنیا فعالیت می‌کرد.
لشکر دوم (آفریقایی) یک واحد استعماری امپراتوری بریتانیا بود که در طول جنگ جهانی دوم جنگید. در ۱۹ ژوئیه ۱۹۴۰، لشکر دوم (آفریقایی) در کنیا، شرق آفریقای بریتانیا تشکیل شد. در ۲۴ نوامبر همان سال، این لشکر به عنوان لشکر دوازدهم (آفریقایی) ارتش بریتانیا تغییر نام داد. لشکر دوازدهم (آفریقایی) همچنین به عنوان لشکر دوازدهم (آفریقایی شرقی) شناخته می‌شد، زمانی که در اکتبر ۱۹۴۱ تیپ آفریقای غربی آن از ساحل طلا مجدداً به این منطقه منتقل و با تیپ سوم آفریقای شرقی جایگزین شد. [نیازمند منبع] این لشکر در ۱۸ آوریل ۱۹۴۳ در شرق آفریقا منحل شد.